# Grönlandsparken
Grönlandsparken är en park i centrala Malung, Sverige. Scenen i Grönlandsparken går sedan 2023 under namnet Bertil Elfströms scen. 2016 invigdes en ny lekpark till en kostnad av ungefär två miljoner kronor. I parken finns statyn "Skinnvärlden" av Jörg Jeschke. Under Svenska dansbandsveckan uppträder artister på scenen i parken.

## Galleri

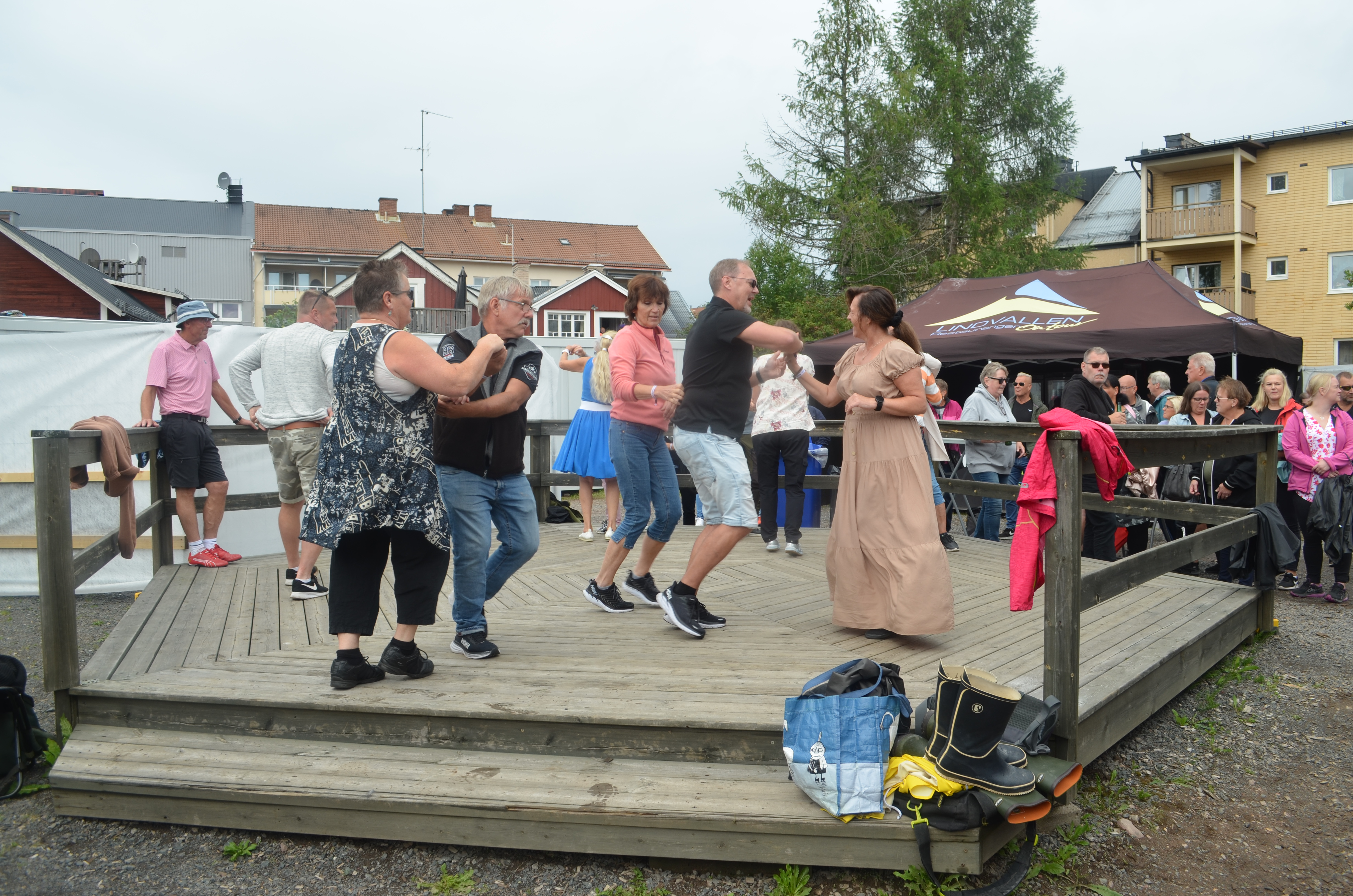
Dans i parken under Dansbandsveckan
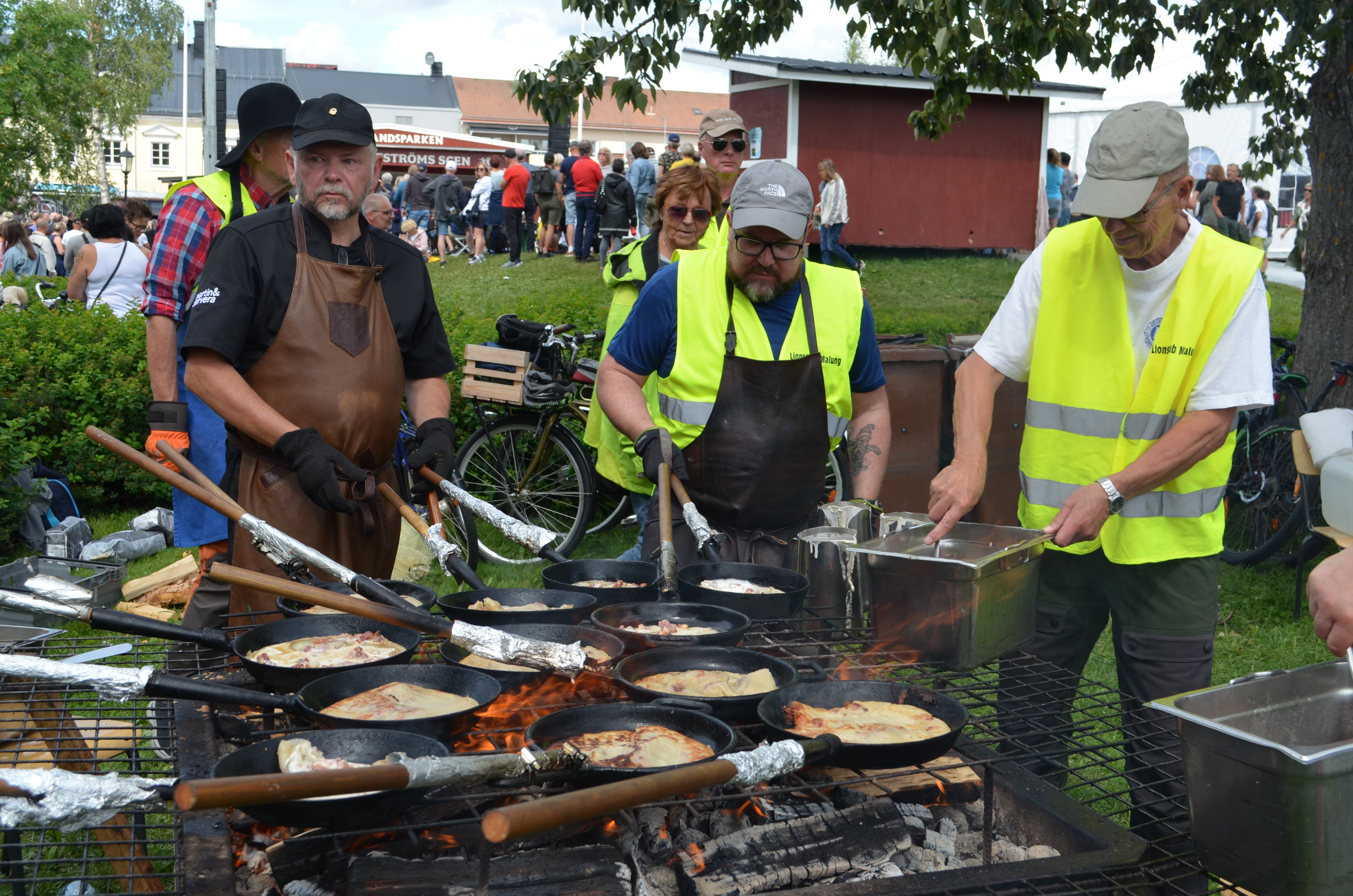
Kolbullar gräddas i parken av Lions
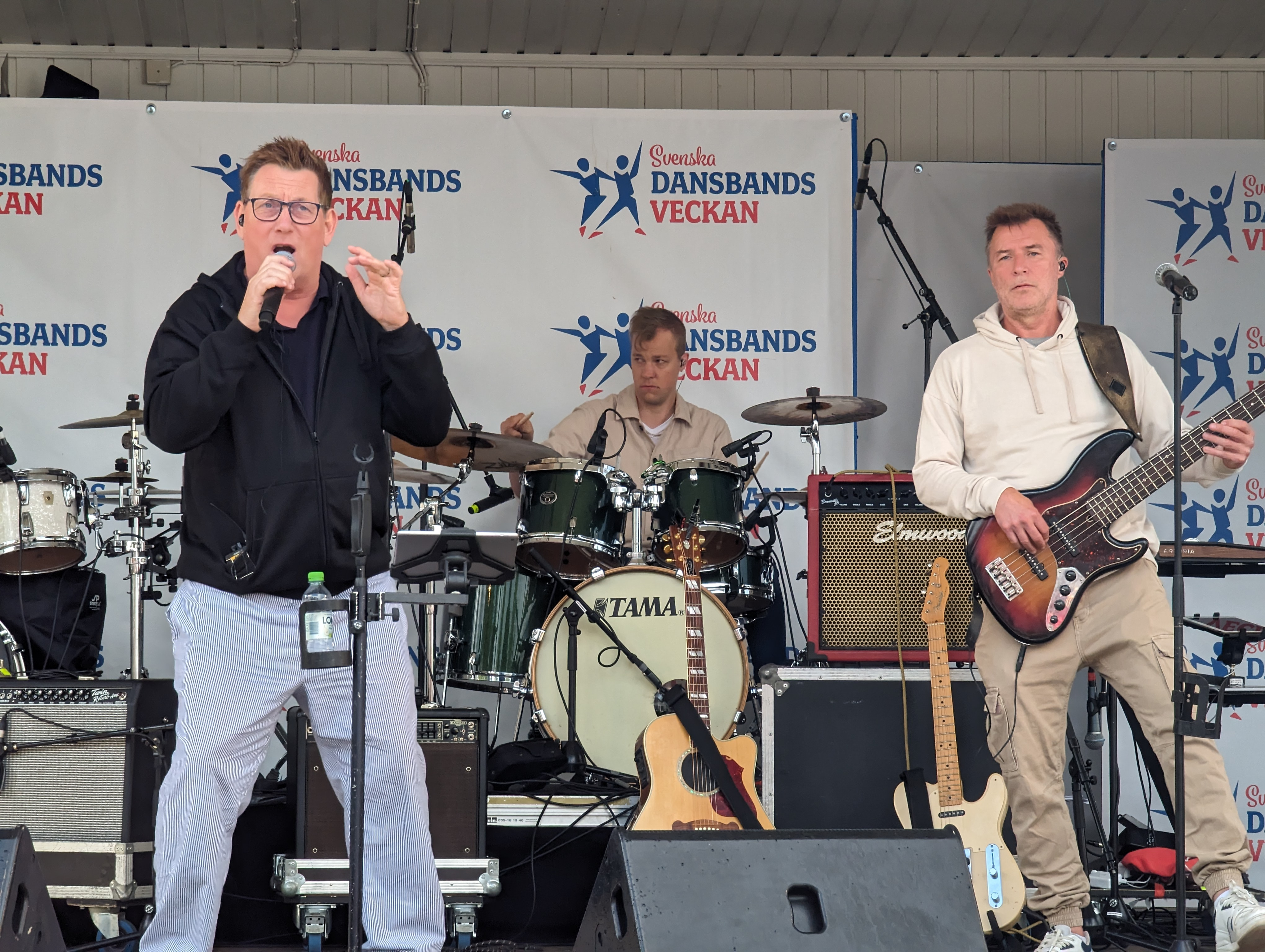
Casanovas uppträder på Bertil Elfströms scen
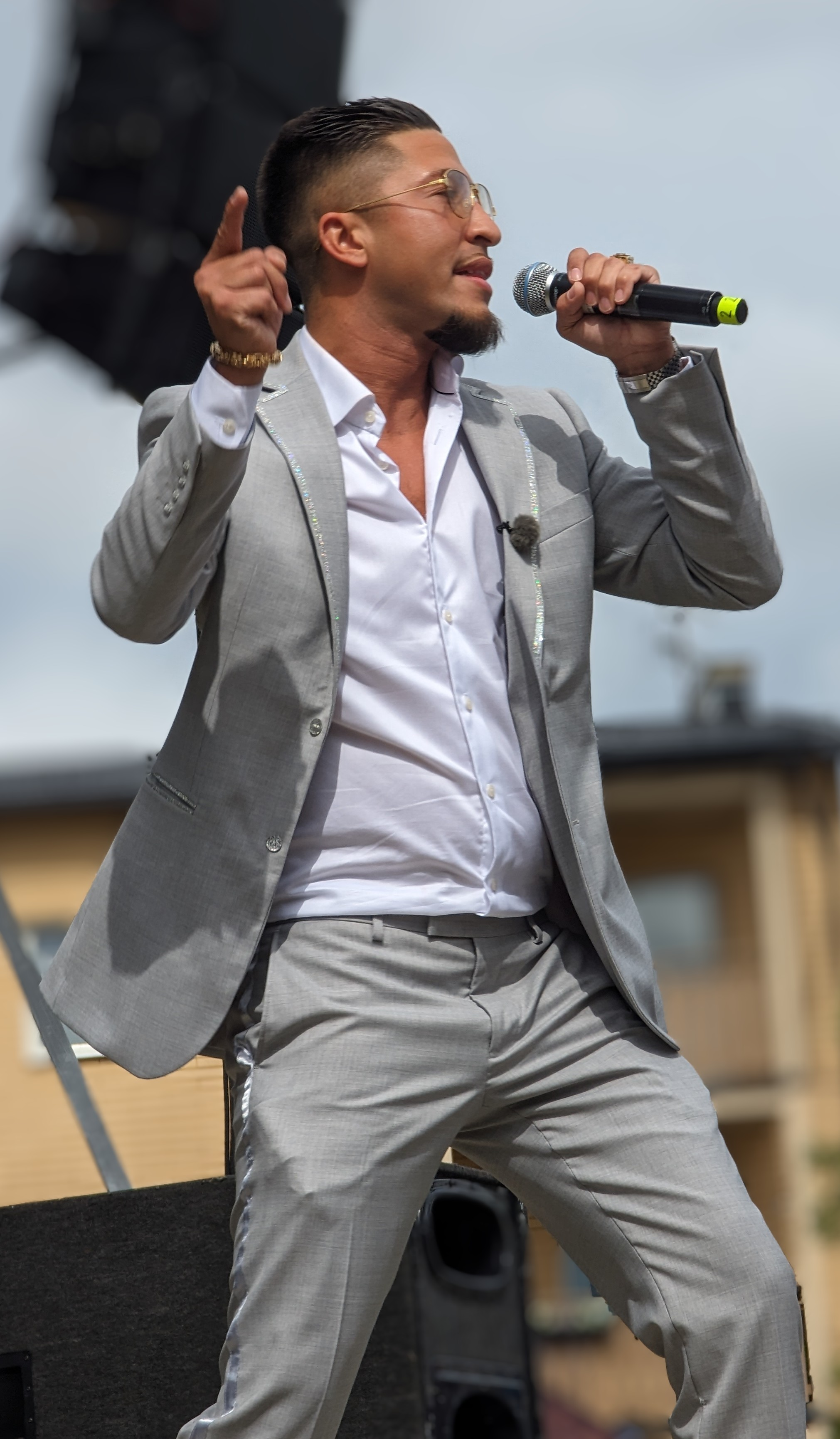
Lucianoz uppträder på Bertil Elfströms scen
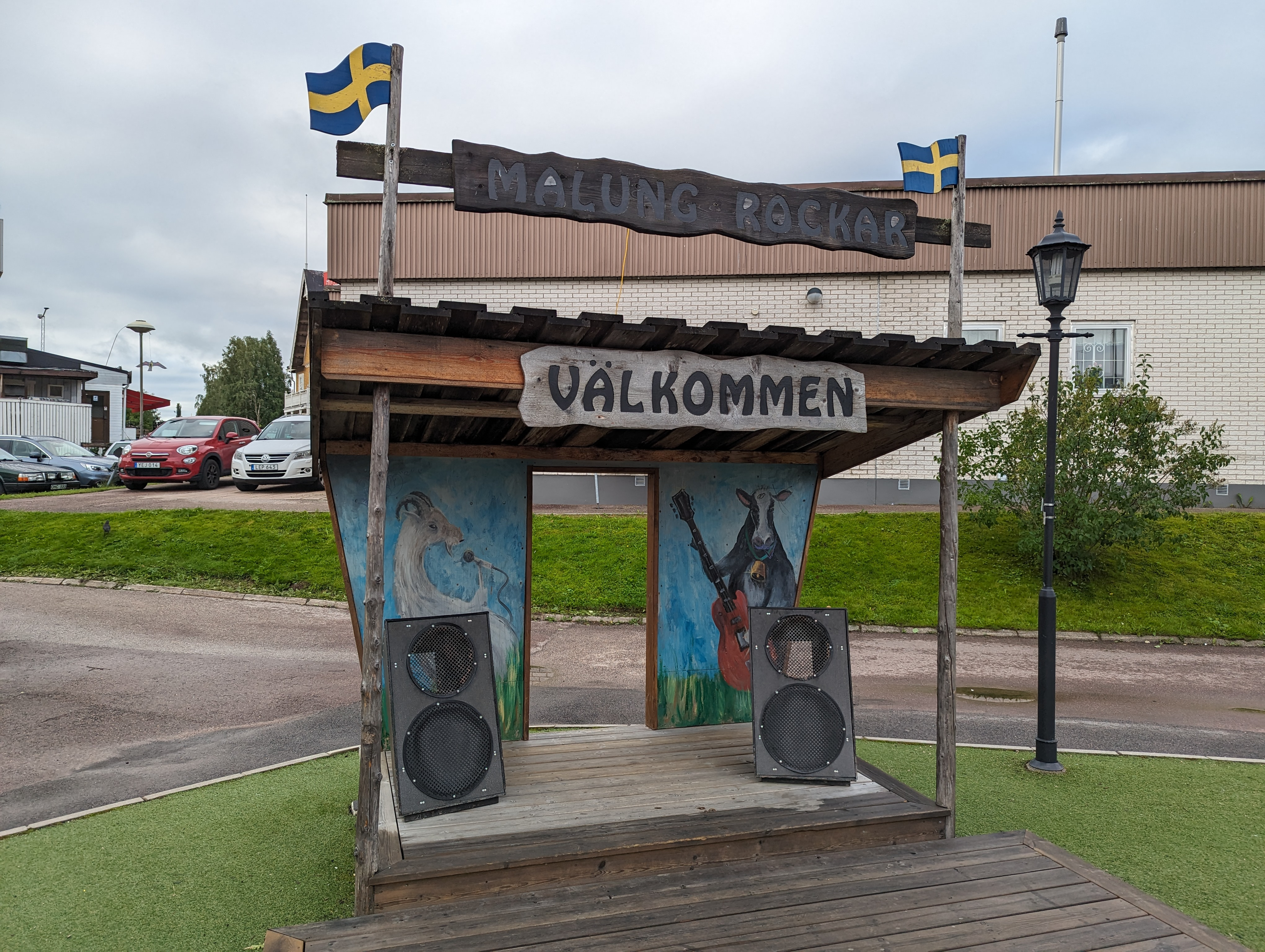
Dansscen i lekparken